# Jean-Pierre Vaucher
Jean-Pierre Étienne Vaucher (* 27. April 1763 in Genf; † 5. Januar 1841 ebenda) war ein Schweizer Theologe und Botaniker. Sein offizielles botanisches Autorenkürzel lautet «Vaucher».

## Leben
Nach dem Studium der Theologie wurde er 1787 ordiniert und war anschliessend Pfarrer. Neben seinem Beruf beschäftigte er sich auch mit Botanik. Er erhielt später einen Ruf als Professor für Kirchengeschichte an der Universität Genf, daneben war er Honorarprofessor für Botanik und Pflanzenphysiologie. Seit 1808 war er korrespondierendes Mitglied der Bayerischen Akademie der Wissenschaften.
Seine wissenschaftliche Leistung in der Botanik besteht unter anderem darin, dass er erstmals planmässig die Entwicklungsgeschichte der Algen studierte. In seiner Histoire des Conferves d’eau douce schildert er bei den Algengattungen Spirogyra und Zygonema die Vorgänge der Konjugation, die er zutreffend als «fécondation», also Befruchtung, deutet. Zudem beschreibt er die Bildung neuer Netze in den Zellen von Hydrodictyon. Die Antheridien und Oogonien der nach ihm benannten Vaucheria hat er zwar abgebildet, ihre Bedeutung jedoch nicht erkannt.
Vaucher war ein begnadeter Lehrer und hatte mehrere später berühmte Schüler wie Hans Konrad Escher von der Linth, Augustin Pyramus de Candolle, Karl Albert I., späterer König von Sardinien, Hans Conrad Stadler sowie Alexandre Colonna-Walewski.

## Ehrungen
Nach ihm benannt sind die Algengattungen Vaucheria DC. und Vaucheriella Gaillon.

## Werke

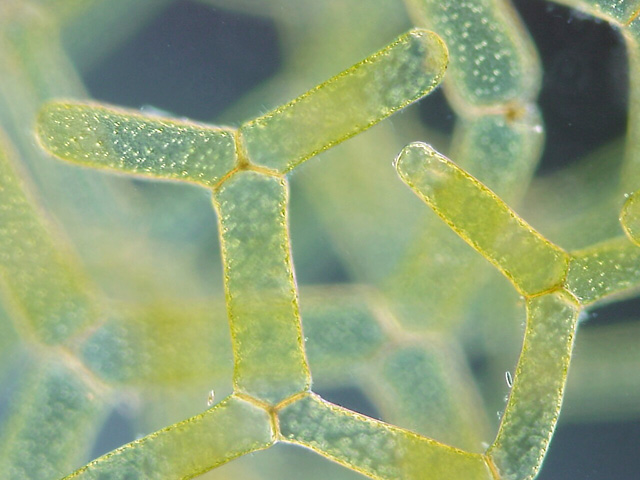
Hydrodictyon reticulatum aus Japan

- Cours d’instruction religieuse. Fick, Genf 1804/1807.
- Histoire des Conferves d’eau douce, contenant leurs différens modes de reproduction, et la description de leurs principales espèces, suivi de l’histoire des Trémelles et des Ulves d’eau douce. Paschoud, Genf 1803.
- Histoire physiologique des plantes d’Europe ou exposition des phénomènes dans leurs diverses périodes de leur développement. Marc Aurel Frères, Paris 1841 (4 Bde.).
- Mémoire sur la chute des feuilles. In: Mémoires de la Société de Physique et d’Histoire Naturelle de Genève. 1. Jg., 1821/1822, S. 120–136.
- Mémoire sur la sève d’août et sur les divers modes de développement des arbres. In: Mémoires de la Société de physique et d’histoire naturelle de Genève. 1. Jg., 1821/1822, S. 291–308.
- Mémoire sur les seiches du lac de Genève. Paschoud, Genf 1805.
- Monographie des Orobanches. Paschoud, Genf 1822.
- Monographie des prêles. Paschoud, Genf 1822.
- Un séjour à Paris. 5 carnets de voyages. Bourot, Paris 1782.
- Sermon sur l’Ascension. 1818–1820.
- Souvenir d’un Pasteur Genevois, ou recueil de sermons. Fick, Genf 1842.